# Enemies: A Love Story
Enemies: A Love Story (bra Inimigos, uma História de Amor) é um filme estadunidense de 1989, do gênero comédia dramático-romântica, dirigido por Paul Mazursky, com roteiro de Roger L. Simon baseado no romance Enemies, A Love Story, de Isaac Bashevis Singer.

## Prêmios e indicações
| Prêmio     | Categoria                | Recipiente       | Resultado |
| ---------- | ------------------------ | ---------------- | --------- |
| Oscar 1990 | Melhor roteiro adaptado  | Roger L. Simon   | Indicado  |
| Oscar 1990 | Melhor atriz coadjuvante | Anjelica Houston | Indicado  |
| Oscar 1990 | Melhor atriz coadjuvante | Lena Olin        | Indicado  |

## Sinopse
Ambientado na Nova York de 1949, a história conta a história do sobrevivente do Holocausto Herman Broder. Durante a guerra ele sobreviveu escondido em um celeiro, sob os cuidados de sua empregada polonesa, Yadwiga, a quem mais tarde toma como esposa nos Estados Unidos. Ele tem um caso amoroso com Masha, também sobrevivente do Holocausto. Não bastasse isso, ele encontra sua primeira mulher, a quem julgava morta.